# Філіпп де Ланнуа (принц ді Сульмона)
Філіпп де Ланнуа (фр. Philippe de Lannoy. Philippe de Lannoy, італ. Philippo de Lannoy. Philippo de Lannoy; 1514—1553), 2-й князь Сульмони та Ортонамаре — імперський военачальник, учасник Італійських війн.

## Біографія
Син знаменитого імперського генерала Шарля де Ланнуа, принца де Сульмона, і Франсуази д'Антремон де Монбель.
Сеньор де Санзей, у 1530 році став графом де Венафро.
За прикладом батька, вступив на службу до арміїКарла V. Командував іспанською кавалерією у Неаполітанському королівстві. Разом з герцогом Альбою і Жоашеном де Рі брав участь в облозі Туніса і Ла-Голетті у 1535 році, і отримав «знатне поранення»] при облозі Алжира у 1541 році.
У 1544 році, командуючи неаполітанскою кавалерією у частинах князя Салернського, завдав поразки військам генерала Строцці у програній імперцями битві при Черизоле.
У 1546—1547 роках командував легкою іспанською та італійською кавалеріями у Шмалькальденській війні, і відзначився у битві під Мюльбергом.
У 1546 році на капітулі в Утрехті його було прийнято в лицарі ордену Золотого руна.

## Сім'я
Дружина (1534, Неаполь): Ізабелла Колона (1513, Фонди — 11.04.1570), донька Веспасіано Колона, 2-го герцога де Траєтто, і Беатриче Аппиано д'Арагони, вдова імперського капітана Людовіко Гонзага «Родомонте», графа Саббьонети
Діти:
- Марія де Ланнуа, монахиня у Санта-Мария-ін-Реджина Челі у Римі
- Шарль II де Ланнуа (1538—1568), принц де Сульмона. Жінка (1559): принцеса Констанца Доріа дель Карретто (1543—1591), донька Маркантоніо Доріа дель Карретто, князя Мельфи та Священної Римської імперії, і Джованни де Лейва
- Беатріче де Ланнуа. Чоловік 1): Альфонсо де Гевара, 5-й граф де Потенца; 2) (1571): Альберто Аквавіва д'Арагона, 12-й герцог д'Атрі
- Проспер де Ланнуа
- Ораціо де Ланнуа (пом.. 1597), принц ді Сульмона. Дружина (після 1557): Антонія д'Авалос д'Аквино д'Арагона, дочка Альфонсо д'Авалоса д'Аквіно д'Арагони, 1-го князя де Пескари, та Марії д'Арагона, вдова Джан Джакомо Тривульціо, маркіза ді Віджевано
- Вітторія де Ланнуа (пом.. після 23.12.1594). Чоловік (1569): Джуліо Антоніо Аквавіва д'Арагона, 1-й князь де Казерта